# Welcome To The HeartBreak Hotel
Welcome to the Heartbreak Hotel от англ. „Добре дошли в хотелът на разбитите сърца“ е вторият студиен албум на диско-кралицата Си Си Кеч.
Албумът излиза на 8 декември 1986 г., само 7 месеца след дебютния. Съдържа 10 песни, този път представени в нормалните им версии. За разлика от предишния албум, този е много по-развижен и жизнен, изпълнен с китарни сола и енергия в типичния стил „Хай-енерджи“ и малко евродиско. Албумът повтаря успеха на предходния. Отново всички песни в него са добре приети без изключение, но особено популярни са "Heartbreak hotel", която е първият сингъл от албума и излиза на 1 септември 1986 г. и отново е в Топ 10. Парчето разбива всички рекорди на лонг-плея и е най-успешната песен на певицата в музикалната ѝ кариера, завладяваща с ентусиазъм и приповдигнато настроение. Вторият сингъл "Heaven and hell" е пуснат два месеца след първия през ноември 1986 г. и е същинска дискокласика. Песента става визитна картичка на певицата. Към нея е заснет видеоклип, изобразяващ черни пантери и паяци, които бродят в тъмното, а песента е своеобразно предупреждение към младите момичета, да бъдат внимателни в любовта. Други ясно изразени хитови песни от албума са "You can't run away from it", "Holliwood nights", "Stop — draggin my heart around". Много готино звучащата "Picture blue eyes" и две прекрасни балади "Born of wind" и "Tears Won't Wash Away My Heartache" – която в началото е обявена да излезе като сингъл, но това не се случва по неизвестни причини, но поне мелодията на песента се превръща в популярно караоке в много телевизионни импресии.
Песните в албума
1. 3:33 Heartbreak Hotel
2. 3:30 Picture Blue Eyes
3. 4:19 Tears Won't Wash Away My Heartache
4. 3:27 V.I.P. (They're Calling Me Tonight)
5. 3:12 You Can't Run Away From It
6. 3:39 Heaven And Hell
7. 3:10 Hollywood Nights
8. 3:50 Born On The Wind
9. 3:40 Wild Fire
10. 3:07 Stop Dragging My Heart Around